# Stanley Burleson
Stanley Burleson (Zaandam, 1 september 1966) is een Nederlands (musical)acteur, zanger, danser en choreograaf.

## Levensloop
Burleson groeide op in Krommenie en woont tegenwoordig in Wormerveer. Zijn moeder is Nederlandse en zijn vader is Surinamer. Burleson werd niet Surinaams opgevoed.

## Theater

### Musicals
| Jaar      | Titel                                   | Rol                                             | Producent                         |
| --------- | --------------------------------------- | ----------------------------------------------- | --------------------------------- |
| 1987      | Cats                                    | Tuk Stuk Rukker, Scharrelnelis en Snorrescha    | Stichting Carré Theaterproducties |
| 1987-1988 | Evita                                   | Tangodanser (ensemble)                          | Koninklijk Ballet van Vlaanderen  |
| 1991-1992 | Les Misérables                          | Montparnasse (ensemble)                         | Stage Entertainment               |
| 1995-1996 | Faya                                    | Yori                                            | Impresariaat Gislebert Thierens   |
| 1996-1997 | Miss Saigon                             | John                                            | Stage Entertainment               |
| 1997-1998 | Joe                                     | Joe Sandidge                                    | Stage Entertainment               |
| 1999-2000 | Chicago                                 | Billy Flynn                                     | Stage Entertainment               |
| 2000-2001 | Elisabeth                               | De Dood                                         | Stage Entertainment               |
| 2002      | Fosse                                   | Solist                                          | Stage Entertainment               |
| 2003-2004 | De 3 Musketiers                         | Kardinaal de Richelieu                          | Stage Entertainment               |
| 2004-2005 | Passion                                 | Giorgio                                         | Stage Entertainment               |
| 2005-2007 | Beauty and the Beast                    | Beest                                           | Stage Entertainment               |
| 2007      | Cats                                    | Tum-stukrukker                                  | Stage Entertainment               |
| 2007-2009 | Evita                                   | Ché Guevara                                     | Stage Entertainment               |
| 2009-2010 | Disney Musical Sing-a-Long              | Solist (slechterik)                             | Stage Entertainment               |
| 2010-2011 | La Cage Aux Folles                      | Georges                                         | Stage Entertainment               |
| 2011-2012 | Miss Saigon                             | Regelaar                                        | Stage Entertainment               |
| 2013-2014 | Sister Act                              | Curtis Shank                                    | Stage Entertainment               |
| 2014-2015 | Moeder, ik wil bij de Revue             | Alternate John Hoogendoorn                      | Stage Entertainment               |
| 2017      | From Sammy With Love                    | Zichzelf en Sammy Davis Jr. (met Freek Bartels) | MORE Theaterproducties            |
| 2017-2018 | Elisabeth in Concert                    | De Dood                                         | Stage Entertainment               |
| 2019-2020 | We Will Rock You                        | Khashoggi                                       | TEC Entertainment                 |
| 2021-2023 | Aladdin                                 | Geest                                           | Stage Entertainment               |
| 2022-2023 | De Wolf en de Zeven Geitenwollen Sokjes | Diverse rollen                                  | TEC Entertainment                 |

### Overige theaterproducties
- 1990: Adèle in Casablanca – met Adèle Bloemendaal
- 1992: Simone & Friends – met Simone Kleinsma
- 1993: La Bloemen – met Karin Bloemen
- 1994: La on Tour – met Karin Bloemen
- 1995: Karin in Concert – met Karin Bloemen
- 2002: Musicals in Concert I van Joop van den Ende Theaterproducties
- 2009: Cirque Stiletto – met Ellen ten Damme
- 2010: Sondheim in Songs – met Simone Kleinsma, Céline Purcell en Freek Bartels
- 2014/2015: Dinnershow Brooklyn Nights
- 2017: Musicals in Concert on Tour – solist
- 2023: Disney in Concert
- 2024: Murder on the Nile van REP Entertainment
- 2026: Ons Pap wil bij de Revue van Pretparkhuis van Jon van Eerd

## Filmrollen
- 1995: Filmpje!
- 2001: De Bovenman

## Overig
- Verzorgde de teksten van Mulan
- Sprak de stem in van Shang in Mulan en Mulan II
- Sprak de stem in van een aasgier in Ice Age: The Meltdown
- Zong de liedjes in van Dimitri in Anastasia (1997)
- Eigen soloalbum Geef me de ruimte (2001)
- Cd-single Alles draait om jou (1999) – duet met Nurlaila Karim uit De Leeuwenkoning II
- Verzorgde de choreografie van Musical Awards Gala (2003-2008)
- Verzorgde de choreografie van Ciske de Rat (2007-2008)
- Verzorgde de choreografie van Joseph and the Amazing Technicolor Dreamcoat (2008-2010)
- Verzorgde het Musicals in AHOY!-spektakel (2002, 2004 en 2006)
- Gastrol als "lijk" in Baantjer: S08E06 – De Cock en de buitenaardse moord
- Gastrol in Mijn dochter en ik
- Sprak de stem in van Dokter Facilier in De prinses en de kikker (Disneyfilm 2009)
- Sprak de stem in van Commandant in De Gelaarsde Kat (Dreamworks 2011)
- Sprak de stem in van Jacob in Let It Shine (2012)
- Speelde de rol van Petrus in het paas-spektakel The Passion in 2014 in Groningen
- Verzorgde de choreografie voor Musicals in Concert 2014 in de Ziggo Dome
- Sprak de stem van de tovenaar in voor de Efteling sprookjesmusical De Gelaarsde Kat (2016-2018)
- Regisseert de theatershow CARO in de Efteling (in première 2018)
- Verzorgde de choreografie voor ‘’ZODIAC de musical’’ in De Koepel van Breda (2021-..)
- Sprak de stem in van Het Onnoembare in de Making-of-serie van de Efteling rond de nieuwe attractie 'Danse Macabre'.
- Deed in 2024 mee als dragqueen aan Make Up Your Mind.

## Prijzen
- 1998 Gouden Notekraker voor zijn bijzondere verdiensten op het gebied van Kleinkunst en musical
- 2000 John Kraaijkamp Musical Award: Beste mannelijke hoofdrol – De Dood in Elisabeth
- 2005 John Kraaijkamp Musical Award: Beste mannelijke hoofdrol in een grote musical – Giorgio in Passion
- 2008 John Kraaijkamp Musical Award: Beste Choreografie / Musical Staging – choreografie Ciske de Rat
- 2008 Nominatie John Kraaijkamp Musical Award: Beste mannelijke hoofdrol in een grote musical – Che in Evita
- 2009 Nominatie John Kraaijkamp Musical Award: Beste Choreografie / Musical Staging – Joseph and the Amazing Technicolor Dreamcoat
- 2017 Gouden Genesius Penning[5]
- 2022 John Kraaijkamp Musical Award: Beste mannelijke hoofdrol in een grote musical – Geest in Disneys Aladdin